# Personaggi de Il bacillo rubato e altri casi
Una delle particolarità di Wells è quella, almeno in questi brevi racconti, di rimanere vago sulla presentazione dei personaggi. Molti dei personaggi infatti rimangono avvolti nel mistero, lasciando immaginare al lettore eventuali caratteristiche fisiologiche, infatti Wells molto spesso non ne descrive l'aspetto fisico, ma quello del vestiario, le caratteristiche comportamentali ed emotive, spingendo il lettore sulla comprensione psicologica del personaggio. Un'altra caratteristica presente in buona parte dei racconti, è quella di attribuire i nomi ai personaggi secondari o marginali, omettendo quelli dei protagonisti.

## Il Bacillo Rubato
In questo breve racconto, i personaggi principali sono fondamentalmente tre. Il Batteriologo, L'anarchico e la moglie dello scienziato, Minnie, l'unica figura principale alla quale Wells da un nome, mentre l'anarchico rimane l'unico personaggio a cui viene dato un aspetto fisico, e il batteriologo, l'unico dei quali viene descritto il vestiario. Una particolarità di questo racconto, è dato dal soffermarsi da parte dello scrittore su un gruppo di sfaccendati e di vetturini di piazza, radunati sotto una pensilina in Haverstock Hill, che vedono sfrecciare le carrozze con a bordo i tre protagonisti, questa particolarità è data dal fatto che per tutte e tre le carrozze, il gruppetto identifica i cocchieri, svelando al lettore i nomi. La combinazione dei nomi dei vetturini, e quelli di alcuni personaggi presenti nel gruppo di spettatori, portando per un attimo le figure in secondo piano al centro della scena.
Il Batteriologo
Come detto in precedenza Wells non descrive il personaggio sotto l'aspetto fisico, ma ci aiuta a capire una parte del suo profilo psicologico, infatti l'attenzione incostante ma intensa del visitatore, legata con il suo morboso e febbrile interesse per le devastanti conseguenze di un uso improprio del bacillo, creano nel batteriologo una sorta di interesse, avendo sempre trattato con le flemmatiche riflessioni dei ricercatori scientifici con i quali aveva generalmente rapporti, discutendo quell'argomento sul piano morale, non scientifico, e spingendolo a violare la sua etica professionale, facendo credere, al visitatore, di avere un bacillo vivente in un'ampolla dove in realtà è contenuto un suo preparato. Oltre all'aspetto psicologico, Wells ne descrive il vestiario, soffermandosi su alcuni particolari, le pantofole in punto croce e la giacca in velluto a coste.
L'Anarchico

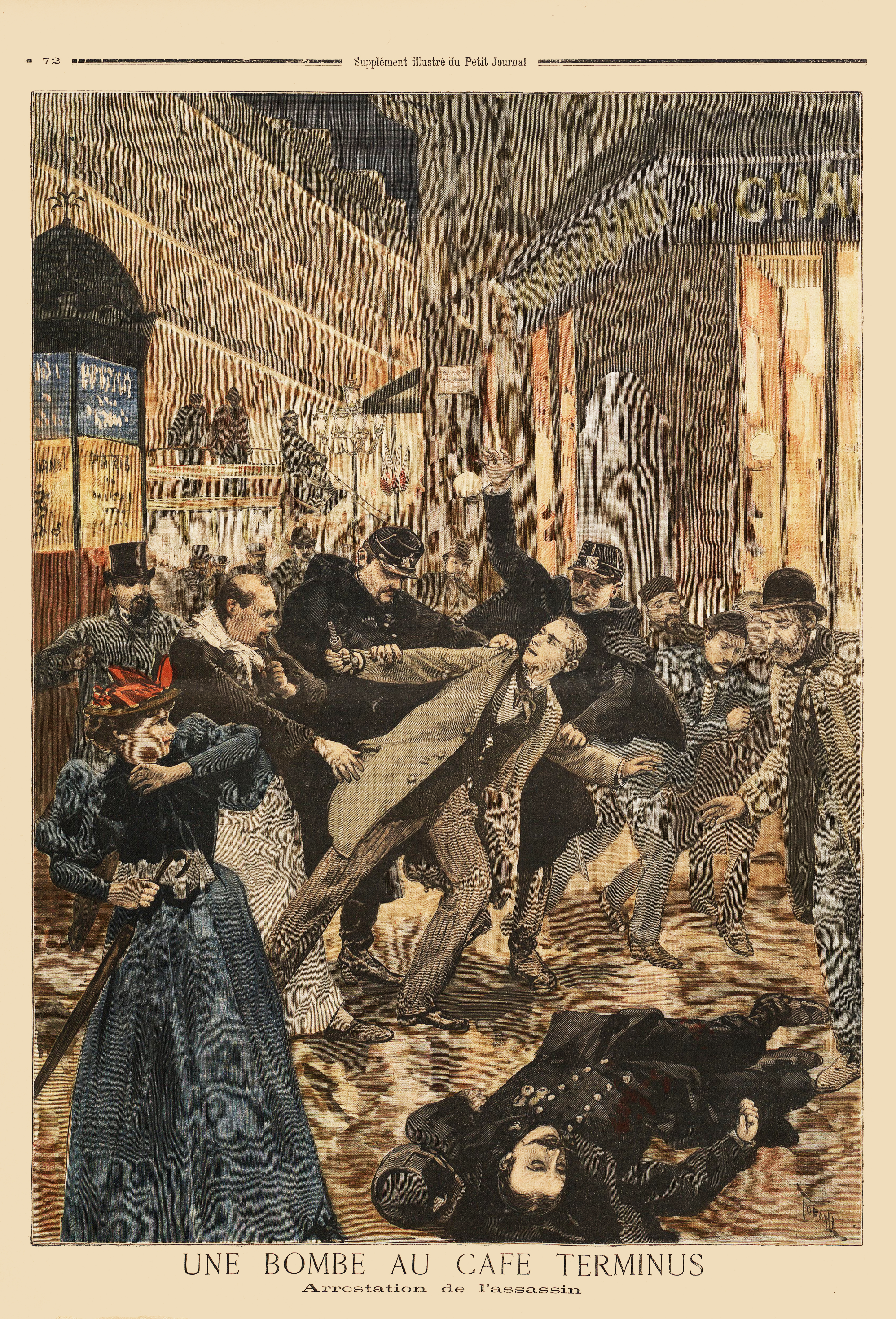
Illustrazione dell'attentato al Café Terminus il 26 febbraio 1894

Antagonista per definizione, rappresenta il personaggio che si oppone al protagonista del racconto e alla società londinese dell'Età vittoriana, tentando attraverso il furto dell'ampolla, di decimarne la popolazione.
Wells non fornisce alcun dettaglio né alcuna descrizione sui motivi che spingono l'anarchico al folle gesto. L'espressione «Vive L'anarchie» usata dall'anarchico poco dopo aver ingoiato le poche gocce rimaste nell'ampolla, credendo si trattasse del bacillo del colera, ricordano le stesse pronunciate da Émile Henry poco prima della morte, avvenuta per ghigliottinamento il 21 maggio 1894, un mese esatto prima dell'uscita sul Pall Mall Gazette del breve racconto.
L'espressione usata da Émile Henry, ricorda inoltre quella di un altro anarchico citato nel breve racconto di Wells, Ravachol, autore di diversi attacchi dinamitardi, anch'egli ghigliottinato pubblicamente a Montbrison l'11 luglio 1892.
Durante il racconto Wells ci fornisce alcune caratteristiche fisiche del personaggio, come l'espressione e il colorito smorto, ripetuto più volte durante la sua visita dal batteriologo, quasi a sottolineare al lettore l'importanza di questa caratteristica, i capelli neri, lunghi e lisci e gli occhi grigi e profondi. Anche l'eccitazione e i modi nervosi del personaggio sono sottolineati dallo scrittore.
Minnie
Moglie dello scienziato, l'unica caratteristica che lo scrittore mostra, è la preoccupazione della donna di vedere il marito uscire di casa in pantofole, senza cappello e senza soprabito, cosa che la spinge a inseguirlo in carrozza con gli effetti personali del marito, l'inseguimento viene definito dallo scrittore un dovere della donna.

## Fioritura di una strana orchidea
In questo breve racconto, il personaggio principale è Winter-Wedderburn un uomo la cui passione e coltivare orchidee, possiede una piccola serra dietro casa arricchita da diverse specie esotiche.  Wedderbrun è l'unico personaggio principale della storia, la trama è incentrata sulla sua avventura con l'orchidea, nel corso del racconto emergono personaggi marginali, alcuni frutto dei racconti di Wedderburn, altri presenti fisicamente durante la breve avventura.
Winter-Wedderburn
È il protagonista di questo breve racconto, Wells lo descrive come un uomo di 56 anni, un individuo timido e solitario, alquanto inconcludente, che disponeva di una piccola rendita, una rendita che gli permetteva di tenere lontano appena il pungolo del bisogno, il classico personaggio privo dell'energia occorrente a cercare un'occupazione impegnativa. Avrebbe potuto allo stesso modo fare raccolta di francobolli o di monete, rilegare libri o dedicarsi alla ricerca di nuove specie di diatomee.
La passione di Wedderburn era coltivare orchidee, possedeva infatti una piccola serra non priva di ambizioni.